# نارديناوية
النارديناوية (الاسم العلمي: Valerianeae) هي قبيلة من النباتات تتبع فصيلة معزية الورق من رتبة الممشقيات.

## أجناس النارديناوية
- الناردين
- الناردين الصغير